# Happy Chandler

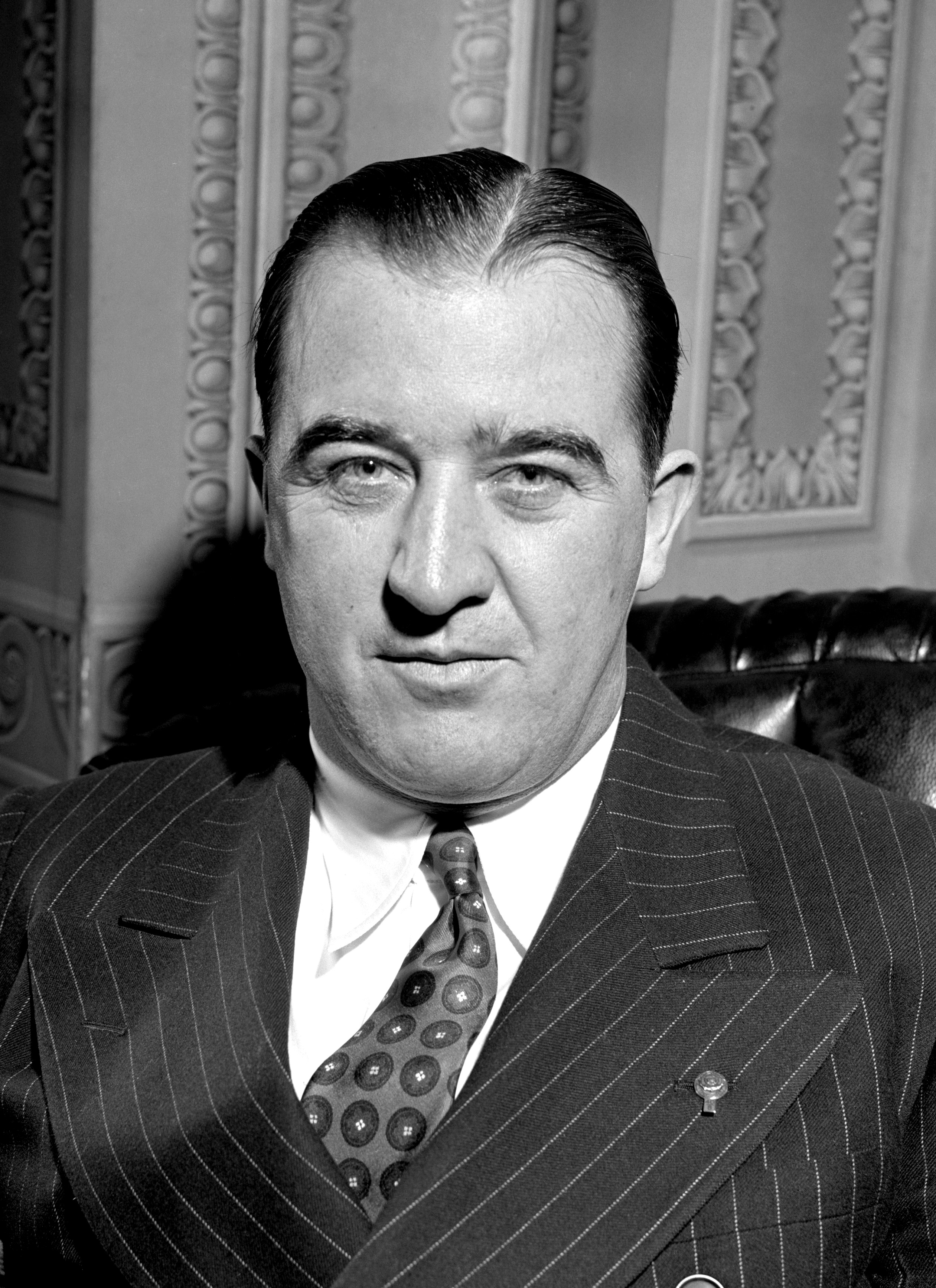
Happy Chandler

Albert Benjamin „Happy“ Chandler (* 14. Juli 1898 in Corydon, Henderson County, Kentucky; † 15. Juni 1991 in Versailles, Kentucky) war ein US-amerikanischer Politiker, Gouverneur und US-Senator für den Bundesstaat Kentucky und Sportfunktionär.

## Frühe Jahre und Aufstieg
Im Jahr 1917 absolvierte Albert Chandler, der sich gerne „Happy Chandler“ nennen ließ, die Highschool. Es folgten Studiengänge an der Harvard University, der Transylvania University und schließlich der University of Kentucky, an der er 1924 seinen Abschluss in Rechtswissenschaft erhielt. Ein Jahr später wurde er als Anwalt zugelassen und ließ sich mit einer Kanzlei in Versailles (Kentucky) nieder. Im Jahr 1930 wurde er in den Senat von Kentucky gewählt; bereits 1931 folgte mit seiner Wahl zum Vizegouverneur der nächste Schritt auf seiner Karriereleiter. Die folgenden vier Jahre standen im Zeichen eines Konflikts mit Gouverneur Ruby Laffoon. Chandler opponierte gegen die Politik seines Parteifreunds Laffoon, der daraufhin die Befugnisse des Vizegouverneurs beschnitt. Laffoon setzte sich auch bei der Nominierung für die Gouverneurswahlen von 1935 für Thomas Rhea und gegen Chandler ein. Schließlich setzte sich Chandler in den Vorwahlen gegen Rhea durch und wurde als demokratischer Kandidat nominiert. Er siegte bei der anschließenden eigentlichen Wahl mit 54,5 % der Stimmen gegen den Republikaner King Swope, der auf einen Anteil von 45,1 % kam.

## Erste Amtszeit als Gouverneur
Chandlers erste Amtszeit vom 10. Dezember 1935 bis zum 9. Oktober 1939 gehört zu den erfolgreichsten Amtszeiten eines Gouverneurs von Kentucky überhaupt. In dieser Zeit reduzierte er die Staatsverschuldung um 75 Prozent. Er baute die Bürokratie ab und reformierte den Regierungsapparat. Außerdem förderte er den Straßenbau sowie den Aus- und Neubau von Schulen und Gefängnissen. Überhaupt wurde die Bildungspolitik unterstützt, zum Beispiel mit freien Lernmitteln und einem Rentenprogramm für Lehrer. Gleichzeitig wurde ein Hilfsprogramm für ältere Menschen geschaffen. Ein weiteres wichtiges Projekt dieser Zeit war die Elektrifizierung der ländlichen Gebiete von Kentucky, für die sich Chandler einsetzte. Bemerkenswert ist auch sein persönlicher Einsatz im Jahr 1937 anlässlich eines Hochwassers am Ohio. Allerdings musste er zur Finanzierung seiner Politik auch Steuern anheben. Dabei kam ihm die Tatsache entgegen, dass der Verkauf von Alkohol in Kentucky wieder erlaubt war und auch darauf nun eine Steuer erhoben werden konnte.
Trotz alledem kam es im Harlan County zu Arbeiterunruhen, mit denen sich der Gouverneur auseinandersetzen musste. Am Ende seiner Amtszeit hatte sich das Land schon weitgehend von der Weltwirtschaftskrise erholt. Das war in Kentucky, neben der erfolgreichen New-Deal-Politik der Bundesregierung unter Präsident Franklin D. Roosevelt, auch das Verdienst der Politik von Gouverneur Chandler. Am 9. Oktober 1939 trat er von seinem Amt zurück, um ein Mandat als US-Senator in Washington, D.C. anzutreten.

## US-Senator und Baseball-Funktionär
Von Oktober 1939 bis zum November 1945 vertrat er seinen Staat als Senator im Kongress. Dort unterstützte er in der Regel die Politik von Präsident Roosevelt. Als Mitglied des Militärausschusses im Zweiten Weltkrieg opponierte er gegen die politische Grundhaltung, dem europäischen Kriegsschauplatz Vorrang vor dem asiatischen einzuräumen. Im November 1945 gab er sein Amt im US-Senat auf, um eine führende Funktion in der Major League Baseball einzunehmen. Er wurde zum Commissioner gewählt, was in etwa dem Präsidenten des Ligaverbandes entspricht. Nachdem er in dieser Position mit einigen Vereinsführungen wegen interner Probleme zusammengestoßen war, gelang es ihm nicht, 1950 bestätigt zu werden. Daraufhin wurde er zunächst wieder als Anwalt tätig. 1955, genau 20 Jahre nach seiner ersten Wahl zum Gouverneur von Kentucky, entschloss er sich zu einer erneuten Kandidatur. Es gelang ihm in der Vorwahl, sich gegen seinen innerparteilichen Konkurrenten Bert T. Combs durchzusetzen. Als Kandidat der Demokraten gewann er schließlich die Wahl gegen Edwin R. Denney mit 58,0 % der Stimmen, Denney kam auf 41,5 %.

## Zweite Amtszeit als Gouverneur
Seine zweite Amtszeit als Gouverneur begann am 13. Dezember 1955 und endete vier Jahre später am 8. Dezember 1959. In dieser Zeit förderte er den Ausbau der Universitäten und Schulen des Landes. Allein die medizinische Fakultät der University of Kentucky erhielt einen staatlichen Zuschuss von 5 Millionen Dollar. Er setzte die Rassengleichberechtigung in den Schulen durch, obwohl seine persönliche Einstellung zu diesem Thema widersprüchlich ist. So hatte er unter anderem, noch vor seinem zweiten Amtsantritt, 1948 den gegen die Desegregation eintretenden Präsidentschaftskandidaten Strom Thurmond unterstützt. Andererseits setzte er die Rassenintegration an zwei Schulen mit Hilfe der Nationalgarde gegen örtlichen Widerstand durch. Chandler setzte sich in seiner zweiten Amtszeit auch für ein Rentensystem für alle Landesbediensteten ein.

## Weiterer Lebenslauf
Chandler blieb auch nach dem Ablauf seiner zweiten Amtszeit politisch aktiv. In den Jahren 1963, 1967 und 1971 bewarb er sich jeweils erfolglos um die erneute Nominierung seiner Partei als Gouverneurskandidat. Außerdem war er Kurator der Transylvania University und der University of Kentucky. Happy Chandler starb am 14. Juni 1991 im Alter von fast 93 Jahren. Er war mit Mildred Watkins verheiratet, gemeinsam hatten sie vier Kinder. Der Enkel Ben wurde ebenfalls Politiker und gehörte von 2004 bis 2013 als Vertreter Kentuckys dem Repräsentantenhaus der Vereinigten Staaten an.